# Tạo vương giả
Tạo Vương Giả, tựa gốc tiếng Hoa: 造王者, tên tiếng Anh：The King Makers， là bộ phim cung đình cổ trang do TVB sản xuất，do Lê Diệu Tường, Trịnh Tắc Sĩ, Ngao Gia Niên, Quách Thiếu Vân, Uyển Quỳnh Đan và Đường Thi Vịnh diễn chính, giám chế Lương Tài Viễn.

## Diễn viên

### Diễn viên chính
| Diễn viên       | Vai                          | Quan Hệ |
| Lê Diệu Tường   | Dư Tĩnh                      | Thái phó, Tả thừa tướng Anh trai Đường Thi Vịnh Có tình cảm với Điền Nhụy Ni Vị hôn phu trước đây của Diêu Tử Linh Đào tạo Ngao Gia Niên lên ngôi vua                          |
| Trịnh Tắc Sĩ    | Đổng Chiêu                   | Thái phó, Hữu thừa tướng Cha của Diêu Tử Linh Đào tạo Lê Nạc Ý lên ngôi vua |
| Ngao Gia Niên   | Triệu Quý Thành              | Thái Tử, Tống Lý Tông Yêu Đường Thi Vịnh Vợ là Đức Phi |
| Lê Nạc Ý        | Triệu Quý Hoà                | Thái Tử Con trai Quách Thiếu Vân Vợ là Mẫn Phi |
| Uyển Quỳnh Đan  | Hàn Thục Mai                 | Cung Thục Hoàng hậu Mẹ của Ngao Gia Niên Mối thù trời định với Quách Thiếu Vân Vợ của Quách Phong                                                                              |
| Đường Thi Vịnh  | Dư Tình/Phàn Hồng Anh/Lệ Phi | Thái Tử phi/Hoàng Hậu vua Tống Lý Tông Bị thất lạc với anh trai Lê Diệu Tường Con gái nuôi của Phàn Bang chủ Tào bang Phi tử của Ngao Gia Niên Thương Điền Nhụy Ni như cô ruột |
| Quách Thiếu Vân | Tuệ phi                      | Quý Phi Mối thù trời định với Uyển Quỳnh Đan Mẹ của Triệu Quý Hòa Vai phản diện                                                                                                |
| Quách Phong     | Tống Ninh Tông               | Hoàng thượng Chồng Uyển Quỳnh Đan, Quách Thiếu Vân |
| Lý Quốc Lân     | Dương Thứ Sơn                | Tể Tướng Chồng Diêu Tử Linh Cha của Thẩm Chấn Hiên |
| Đặng Kiện Hoàng | Dư Thanh/Thường Hỷ           | Thái giám Em trai Lê Diệu Tường |
| Điền Nhụy Ni    | Nghiêm Tam Nương             | Bang chủ đời thứ 3 Tào bang Hồng nhan tri kỷ của Lê Diệu Tường Chồng mất sớm Vợ của con trai bang chủ đời thứ 1 tào bang                                                       |
| Diêu Tử Linh    | Đổng Ngọc Kiều               | Nhị phu nhân của Dương Thứ Sơn Con gái Trịnh Tắc Sĩ Vị hôn thê trước đây của Lê Diệu Tường Bị Trịnh Tắc Sĩ gả cho Lý Quốc Lân                                                  |
| Thạch Tú        |                              | |
| Lý Thành Xương  |                              | |

## Nội dung
- Bộ phim nói về Lê Diệu Tường và Trịnh Tắc Sĩ sẽ vào vai 2 thái phó (sư phụ) của thái tử để đào tạo thái tử lên ngôi vua, để làm được vậy, 2 người bất chấp thủ đoạn. Trong phim cả hai sẽ có những giây phút đấu tranh kịch liệt.
- Trong triều đình Nam Tống tồn tại 2 thế lực, Triệu Quý Thành (Ngao Gia Niên) là con Hoàng hậu (Uyển Quỳnh Đan), Triệu Quý Hoà (Lê Nặc Ý) là con của Tuệ phi (Quách Thiếu Vân), 2 anh em cùng tranh ngôi cửu ngũ chí tôn. Dư Tĩnh (Lê Diệu Tường) và Đổng Chiêu (Trịnh Tắc Sĩ) là chỗ thâm giao, 2 người cùng phò tá Quý Thành, đối đầu với quyền thần Dương Thứ Sơn (Lý Quốc Lân) phò tá Quý Hoà. Đổng Chiêu bày mưu gán tội mưu đồ giết vua cho phe Quý Hoà. Dư Tĩnh là người chính trực nên không đồng tình làm theo mưu kế bỉ ổi của Đổng Chiêu, hai người vì thế mà trở mặt, cộng thêm Quý Thành phong cho em gái Dư Tĩnh (Đường Thi Vịnh) làm phi, khiến Đổng Chiêu lo ngại quyền thế của Dư Tĩnh lớn hơn mình, nên càng muốn giành công lao Tạo vương một mình, quay sang phò tá Quý Hoà, quyết tâm trừ khử Dư Tĩnh…